# Elm (Höhenzug)

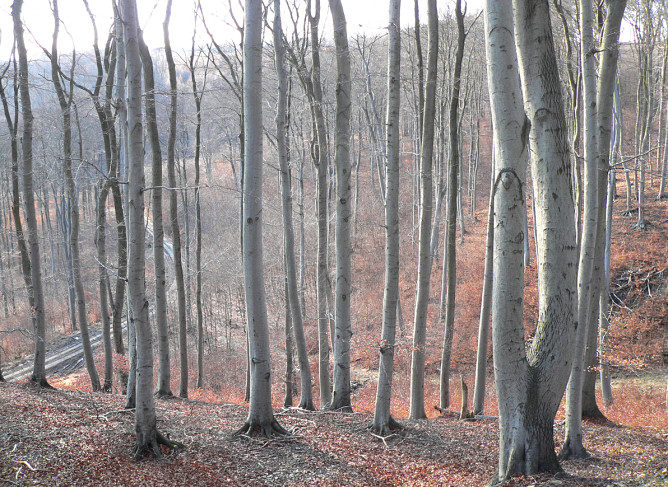
Typischer Buchenwald im Elm

Der Elm ist ein 25 km langer, 3 bis 8 km breiter, maximal 323,3 m ü. NHN hoher und bewaldeter Mittelgebirgszug südöstlich von Braunschweig in den Landkreisen Helmstedt und Wolfenbüttel in Niedersachsen (Deutschland).
Das weitgehend siedlungsfreie Waldgebiet mit dem größten Buchenwald Norddeutschlands und dem Reitlingstal ist Teil des Naturparks Elm-Lappwald. Geologisch ist der Elm hauptsächlich aus fossilreichem Kalkstein der mittleren Trias (Muschelkalk) aufgebaut, der als Elmkalkstein seit dem Mittelalter ein begehrter Baustoff ist.

## Geographie

### Lage
Der Elm liegt als Teil der Lößbörden im Norddeutschen Tiefland im Naturpark Elm-Lappwald. Er breitet sich zwischen den Städten Königslutter im Norden, Schöningen im Südosten und Schöppenstedt im Süden aus. In Sichtweite des Höhenzugs befinden sich die rund 20 km entfernte Großstadt Braunschweig im Nordwesten, Wolfsburg in etwa 25 km Entfernung im Norden sowie Helmstedt im Osten und Wolfenbüttel im Westen.
Benachbart liegen die jeweils deutlich niedrigeren Höhenzüge Asse, etwa 10 km südwestlich, Dorm, rund 10 km nordöstlich und Lappwald, etwa 18 km nordöstlich. Bis auf die Asse gehören sie alle ganz oder teilweise zum Naturpark Elm-Lappwald.

### Naturräumliche Zuordnung
Der Mittelgebirgszug bildet in der naturräumlichen Haupteinheitengruppe Nördliches Harzvorland (Nr. 51), in der Haupteinheit Ostbraunschweigisches Hügelland (512) und in der Untereinheit Asse-Elm-Hügelland (512.1) den Naturraum Elm (512.15). Die Landschaft fällt nach Osten in den Naturraum Heeseberg (512.12), nach Süden in den Naturraum Schöppenstedter Lößmulde (512.13) und nach Westen in den Naturraum Sickter Hügelland (512.14) ab, die alle zum Asse-Elm-Hügelland zählen. Nach Norden fällt sie in den zur Untereinheit Helmstedt-Oscherslebener Mulde (512.2) gehörenden Naturraum Dormhügelland (512.20) ab. Im Nordwesten schließt sich in der Haupteinheitengruppe Weser-Aller-Flachland (62), in der Haupteinheit Ostbraunschweigisches Flachland (624) und in der Untereinheit Schunterwinkel (624.1) der Naturraum Lehrer Wold (624.12) an.

### Erhebungen
Die höchste Erhebung im Elm ist mit 323,3 m das nahe Erkerode gelegene Eilumer Horn. Diese und weitere Elm-Erhebungen und deren Ausläufer sind – sortiert nach Höhe in Meter (m) über Normalhöhennull (NHN; wenn nicht anders angegeben laut ):
- Eilumer Horn (323,3 m),[1] ostsüdöstlich von Erkerode
- Amplebener Berg (314,8 m), Stelle an K 9, nordöstlich von Ampleben
- Osterberg (ca. 314 m), zwischen Königslutter und Sambleben
- Drachenberg (ca. 313 m), zwischen Erkerode und Lelm; mit drei Sendetürmen
- Burgberg (ca. 312 m), zwischen Erkerode und Lelm, am Reitlingstal
- Herzberg (ca. 309 m), nordwestlich des Osterbergs
- Kiefelhorn (ca. 306 m), Südsüdost-Ausläufer des Drachenbergs
- Kleiner Tafelberg (ca. 302 m), bei Destedt
- Großer Tafelberg (ca. 296 m),[5] nahe Honigkuchengrund
- Warberg (ca. 290 m), bei Warberg und Schöningen

### Fließgewässer
Das Innere des Elmgebirges ist relativ arm an Quellen von Fließgewässern, weil das Niederschlagswasser sofort in einem feinen Kluftsystem im Kalkgestein in größere Tiefen versickert. Dieses Wasser tritt erst an den Rändern des Höhenzugs in Überlaufquellen wieder zutage. Die bedeutendsten Fließgewässer, die im oder am Elm entspringen, sind:
- Altenau, entspringt nordöstlich von Eitzum und ist ein Oker-Zufluss
- Schunter, entspringt nahe dem Forsthaus Brunsleberfeld bzw. an den Schunterquellen südwestlich von Räbke und ist ein Oker-Zufluss
  - Lutter, entspringt südsüdwestlich von Königslutter und ist ein Schunter-Zufluss
  - Schierpkebach, entspringt bei Langeleben und ist ein Schunter-Zufluss
  - Wabe, entspringt östlich von Erkerode und ist ein Schunter-Zufluss

Alle oben genannten Fließgewässer entspringen im Nordwestteil oder im flacheren Mittelteil des Elm und entwässern zur Oker, die den Elm etwa 10 km westlich passiert. Somit gehören die nordwestlichen drei Viertel des Elms zum Einzugsgebiet der Weser. Die im südöstlichen Viertel entspringenden Bäche, wie der Bremsenbach/Manebeek bei Groß Dahlum oder die Missaue bei Warberg, entwässern über die Schöninger Aue nach Osten zur Bode, die zum Flusssystem der Elbe gehört. Die Elbe-Weser-Wasserscheide verläuft also mehr oder weniger quer über die Kammlinie des Elm und nicht, wie für Wasserscheiden typisch, entlang der Kammlinie.

## Geologie

### Geologische Geschichte

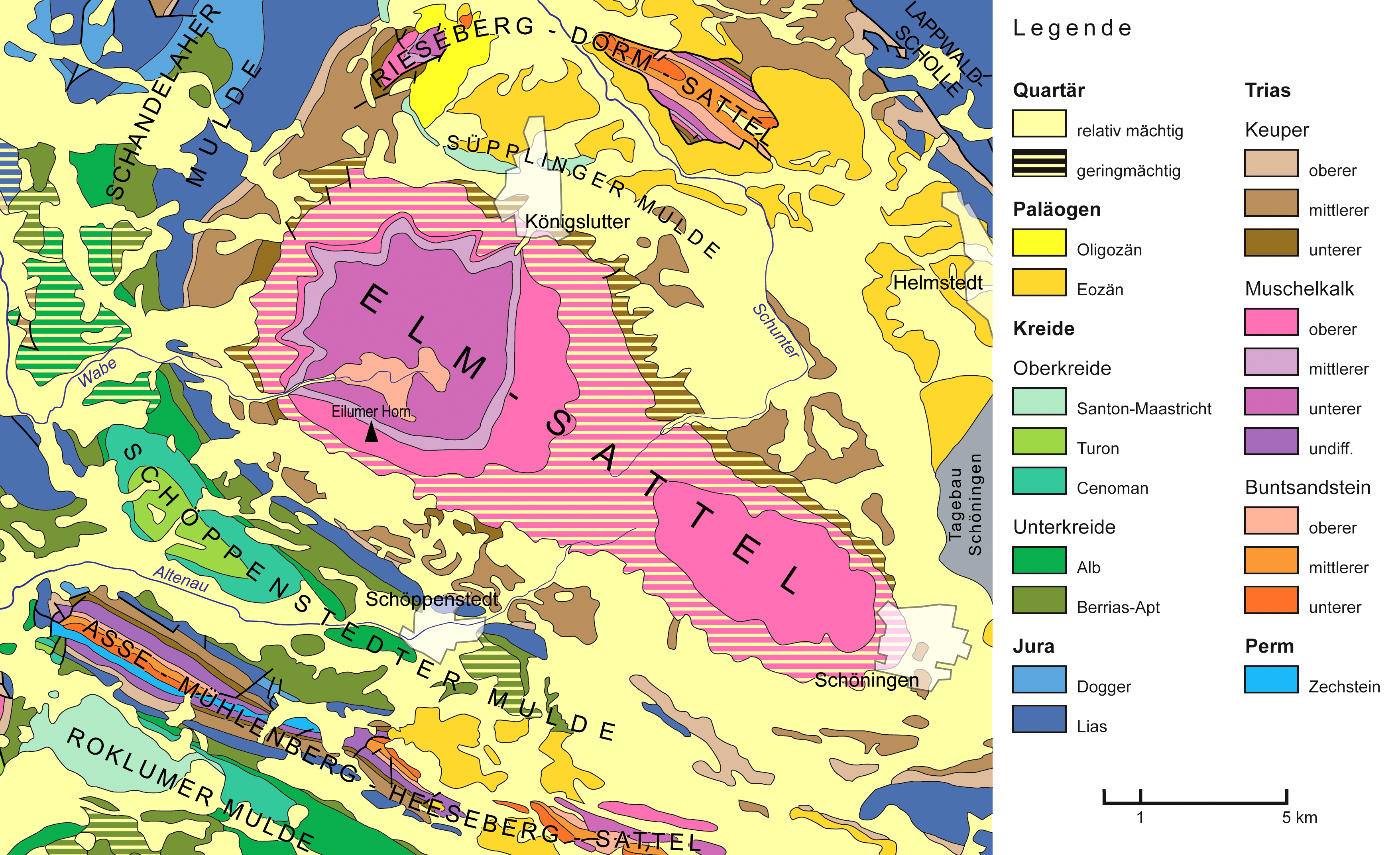
Geologische Karte der Elm-Region

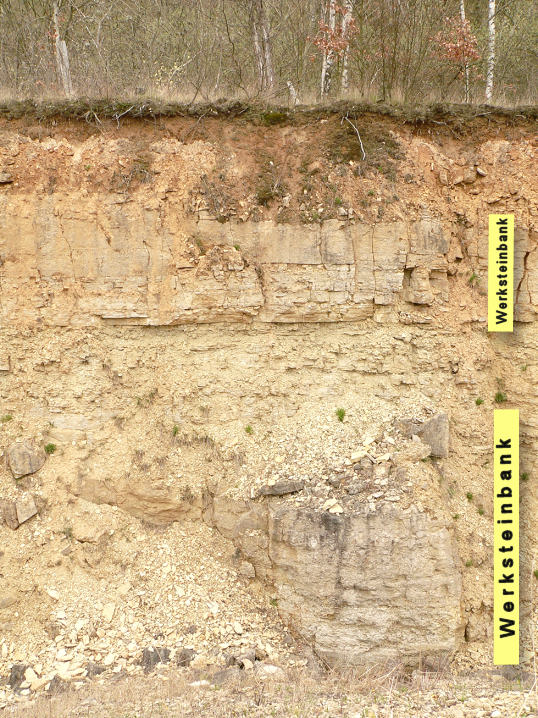
Unterer Muschelkalk in einem Steinbruch bei Königslutter. Gelb markiert sind zwei Werksteinbänke mit Elmkalkstein

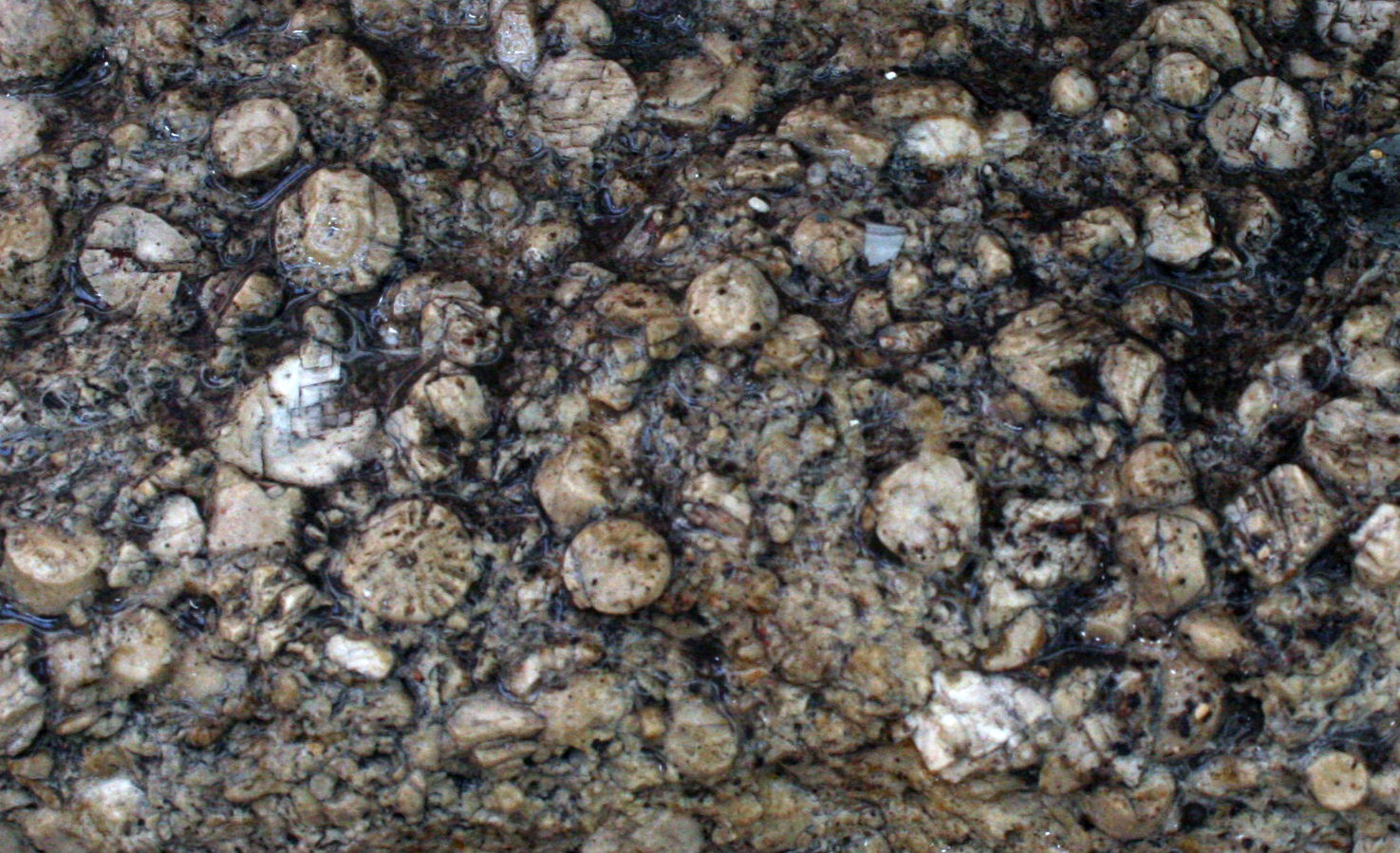
Detailaufnahme des Trochitenkalks (Oberer Muschelkalk) von Erkerode. Die untere Bildkante ist etwa 10 cm lang.

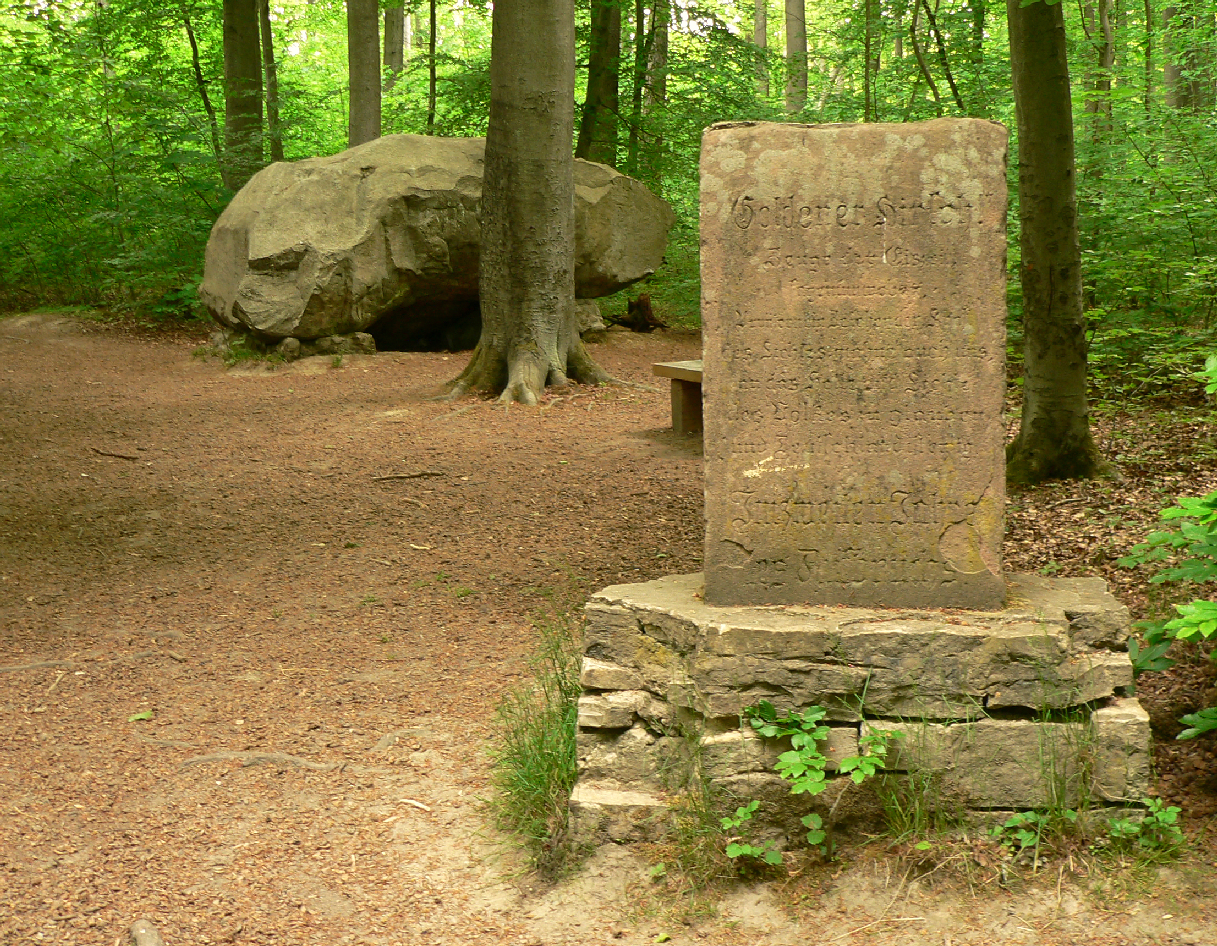
Findling Goldener Hirsch bei Schöningen

Der Höhenrücken Elm wird aus relativ verwitterungs- und erosionsresistenten Kalksteinen aufgebaut. Diese Kalksteine entstanden vor etwa 240 Millionen Jahren, in der mittleren Trias in einem flachen Meer, das Mitteleuropa zu dieser Zeit bedeckte. Durch die Tätigkeit von Algen oder durch verdunstungsbedingte Übersättigung fielen feinste Partikel aus Kalziumkarbonat („Kalk“) im Wasser aus, die zusammen mit Tonpartikeln zum Meeresboden hin absanken und sich dort als Kalkschlamm ansammelten, der sich später zu Kalkstein verfestigte. Weitere Bestandteile des Kalksteins entstammen Meerestieren mit Schalen oder anderen Hartteilen aus Kalziumkarbonat, wie zum Beispiel Armfüßern, Muscheln oder Seelilien. Über etwa 10 Millionen Jahre hinweg entstand so in der mittleren Trias eine mächtige Schichtenfolge aus Kalkstein, die sich heute auch in anderen Regionen Mitteleuropas, vor allem in Mittel- und Süddeutschland, an der Erdoberfläche findet, und als Muschelkalk bezeichnet wird.
In den Erdzeitaltern nach Ablagerung des Muschelkalks wurden weitere Sedimentschichten zum Teil durch Flüsse und in Seen aber auch im Zuge späterer Meeresbedeckungen abgelagert: die Sand-, Ton- und Kalksteine der oberen Trias (Keuper), des Jura und der Kreidezeit. Der Muschelkalk selbst kam wiederum auf älteren Sedimentschichten zur Ablagerung, die sich bis dahin in der Elm-Region angesammelt hatten: die rötlichen Sandsteine des Buntsandsteins vor etwa 250 Millionen Jahren (untere Trias) und die Salzlager des Zechsteins vor etwa 255 Millionen Jahren (oberes Perm). Die Hebung des Elmgebirges wurde durch einen flachen Salzstock verursacht, der vermutlich ab der Trias-Jura-Wende, vor etwa 200 Millionen Jahren, aus ebendiesen Zechstein-Salzlagern aufstieg. Der Salzstock drückte in den nachfolgenden Jahrmillionen die Schichten, die auf dem Zechstein-Salz abgelagert wurden, langsam aber stetig nach oben. Dadurch entstand eine geologische Struktur, die als Sattel oder Dom bezeichnet wird. Zudem sorgte die Hebung dafür, dass in den letzten 60 Millionen Jahren die Sedimentgesteine des Jura und der Kreide wieder vollständig abgetragen wurden. Der Elm-Sattel ist in einer geologischen Karte sehr gut erkennbar. In seinem Kern treten Schichten des Oberen Buntsandsteins zutage, an die sich nach außen hin Unterer, Mittlerer und Oberer Muschelkalk anschließen. Das großflächige Ausbeißen des Muschelkalks sowie das flache Einfallen der Schichten an den Flanken der Sattelstruktur weisen den Elm als sogenannten Breitsattel aus. Nach außen folgt auf den Oberen Muschelkalk der Keuper, der aber nicht reliefbildend ist und sich daher bereits außerhalb des eigentlichen Höhenzuges befindet.
Vor Anbruch des Eiszeitalters, vor etwa 2 Millionen Jahren, war der Elm noch etwa 200 Meter höher als heute, wurde dann aber durch das Inlandeis abgeschliffen. Während der vorletzten Vergletscherung Mitteleuropas, der Saale-Kaltzeit vor etwa 200.000 Jahren, war der Elm letztmals von Gletschereis bedeckt, wovon Findlinge zeugen, die heute verstreut in der Region anzutreffen sind. Während der jüngsten Vergletscherung, der Weichsel-Kaltzeit, die bis vor etwa 10.000 Jahren anhielt, erreichte das Inlandeis nicht mehr die Elmregion. Es herrschte dennoch arktisches Klima. In diesem Zeitraum erhielt der Elm seine Löss-Schicht, die örtlich bis zu 60 Zentimeter mächtig ist. Die Lössdecke bildet in Verbindung mit dem darunter liegenden Kalkstein günstige Wachstumsbedingungen für die Wälder des Elm.

### Gesteine
Die Schichten des Oberen Buntsandsteins (abgekürzt: so) im Kern des Elm-Sattels bestehen aus Ton-, Silt- und Mergelsteinen sowie geringumfänglich Gips. Diese sind relativ erosionsanfällig, weshalb sich das Flüsschen Wabe dort verhältnismäßig tief in die Elm-Hochfläche einschneiden konnte (siehe → Reitlingstal).
Der Untere Muschelkalk (mu) besteht aus bis zu 200 Meter mächtigen Mergelkalksteinen, die wegen des welligen Aussehens der Schichtung auch als „Wellenkalk“ bezeichnet werden. Den Wellenkalkschichten zwischengelagert sind Bänke aus oft sehr hartem, relativ reinem Kalkstein. Zwei dieser Kalksteinbänke treten im Norden des Elms zu Tage und werden der Schaumkalkzone des Unteren Muschelkalks zugerechnet. Sie heißen daher auch Schaumkalkbänke, eignen sich gut als Werkstein und werden unter dem Handelsnamen „Elmkalkstein“ in Steinbrüchen bei Königslutter abgebaut.
Der Mittlere Muschelkalk (mm) besteht aus relativ weichen Kalkmergeln.
Der Obere Muschelkalk (mo) wird in zwei Gesteinseinheiten unterteilt: den sehr fossilreichen Trochitenkalk (mo1) und den feinkörnigen Ceratitenkalk (mo2). Der Trochitenkalk ist als relativ reiner Kalkstein besonders hart und erosionsbeständig. Das Eilumer Horn, die höchste Erhebung im Elm, besteht aus dieser Gesteinseinheit.

### Fossilien
In fast allen Schichten des Muschelkalks finden sich Überreste und Hinterlassenschaften von Lebewesen.

#### Unterer Muschelkalk
Fossilien des Unteren Muschelkalks finden sich unter anderem im Steinbruch Metzner im Hainholz bei Königslutter. Das Meer, in dem sich diese Schichten bildeten, hatte aufgrund der warmen und trockenen klimatischen Bedingungen in der Region einen verhältnismäßig hohen Salzgehalt. Dadurch gab es nur wenige Arten, die aber durch eine hohe Anzahl an Individuen vertreten waren. Davon zeugen Kalksteinschichten mit massenhaftem Auftreten von Schnecken, wie Omphaloptycha oder Loxonema, und Muscheln, wie Hoernesia oder Myophoria.
Auch im Sediment am Meeresboden lebten Tiere. Würmer und Gliedertiere waren in den Kalkschlamm eingegraben. Daher sind heute im Gestein noch zahlreiche Grabgänge und Fressbauten zu finden, die zu den sogenannten Spurenfossilien zählen. Ein solches, meist als „U“, seltener mit mehreren Windungen auf Schichtflächen erhaltenes Spurenfossil ist Rhizocorallium. Der Name bezeichnet nur die Spur, nicht das Tier, das die Spur erzeugt hat, das aber ohnehin unbekannt ist.
Deutlich seltener im Unteren Muschelkalk, nicht nur des Elms, sind Zähne und Wirbel von Nothosaurus, einem etwa ein Meter langen räuberischen Meeresreptil, Zähne von Placodus, einem Vertreter der Placodontia (Pflasterzahnsaurier), sowie einige gut erhaltene Kelche der Seelilie Encrinus carnalli.

#### Mittlerer Muschelkalk
Zur Ablagerungszeit des Mittleren Muschelkalks war der Salzgehalt im Muschelkalkmeer noch höher und daher die Lebensbedingungen noch schlechter als zur Ablagerungszeit des Unteren Muschelkalks. Deshalb finden sich im Mittleren Muschelkalk faktisch keine Fossilien.

#### Oberer Muschelkalk
Zur Ablagerungszeit des Oberen Muschelkalks war der Salzgehalt im Muschelkalkmeer wieder auf einen normalen Wert gesunken und die Bedingungen waren wieder lebensfreundlich. Reste von Seelilien, meist deren Stielglieder (Trochiten), finden sich im Trochitenkalk – unter anderem im Steinbruch Erkerode am Westrand des Elms. Besonders häufig kommt dort die Art Encrinus liliiformis vor, mit ihrem gedrungenen, robusten Kelch. In jüngster Zeit konnten im Elm ganze Muschel-Seelilien-Lebensgemeinschaften nachgewiesen werden, die eng umgrenzte, riffartige Komplexe bildeten. Die Sammlung Otto Klages in Königslutter besitzt mehrere hundert Seelilien-Exemplare, darunter eine große Steinplatte mit 16 Kelchen und mit bis zu 70 Zentimeter langen Stielen. Zur Ablagerungszeit des Ceratitenkalks war der Meeresspiegel in der Elm-Region höher als zur Ablagerungszeit des Trochitenkalks. Daher ist der Ceratitenkalk deutlich feinkörniger und weniger fossilreich. Ein typisches Fossil ist der Ammonit Ceratites nodosus, ein mit den heutigen Tintenfischen verwandter Kopffüßer, der durch kleine Verdickungen (Knoten) auf den weitständigen Rippen des Gehäuses gekennzeichnet ist.

### Erdfälle

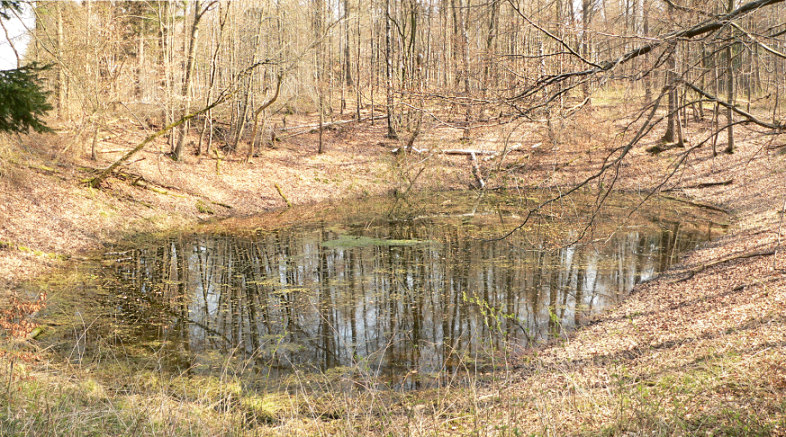
Mit Wasser gefüllter Erdfall im Elm

Im Elm gibt es eine große Anzahl von Erdfällen, kreisrunde, trichterförmige Vertiefungen, die auch als Dolinen bezeichnet werden. Die Angaben schwanken zwischen 200 und 600. Der größte ist der sagenumwobene „Bornumer Erdfall“. In der „Teufelsküche“ nahe dem Reitlingstal verschwindet der Bach „Mönchespring“ in einem solchen Erdfall (→ Schluckloch). Die jüngste Doline entstand 1949 nahe Veltheim. Die Ursache für die Häufigkeit dieser Gebilde im Elm liegt im Untergrund, der reich an Kalksteinen, Gips und Salzgestein ist. Diese Gesteinsarten, insbesondere das Salz, sind anfällig dafür, von Grundwasser aufgelöst zu werden, wodurch Hohlräume im Untergrund entstehen, die, wenn sie zu groß werden, einbrechen und an der Oberfläche zu bis zu 15 Meter tiefen Einsturztrichtern führen. In den Hochlagen des Elms sind die Vertiefungen trocken, in den Niederungen dagegen mit Wasser gefüllt.

## Geschichte

### Frühgeschichte
Der Mensch hat schon in frühgeschichtlicher Zeit im Elm gelebt. Das beweisen Funde aus der mittleren Steinzeit, die heute das Braunschweigische Landesmuseum verwahrt, darunter:
- ein jungsteinzeitliches Kammergrab oberhalb von Evessen,
- zahlreiche bronzezeitliche Hügelgräber und
- die sogenannten Reitlingsbefestigungen (Wallburganlagen) über dem Reitlingstal (Krimmelburg, Brunkelburg, Wendehai-Wälle und Wurtgarten).

### Mittelalter

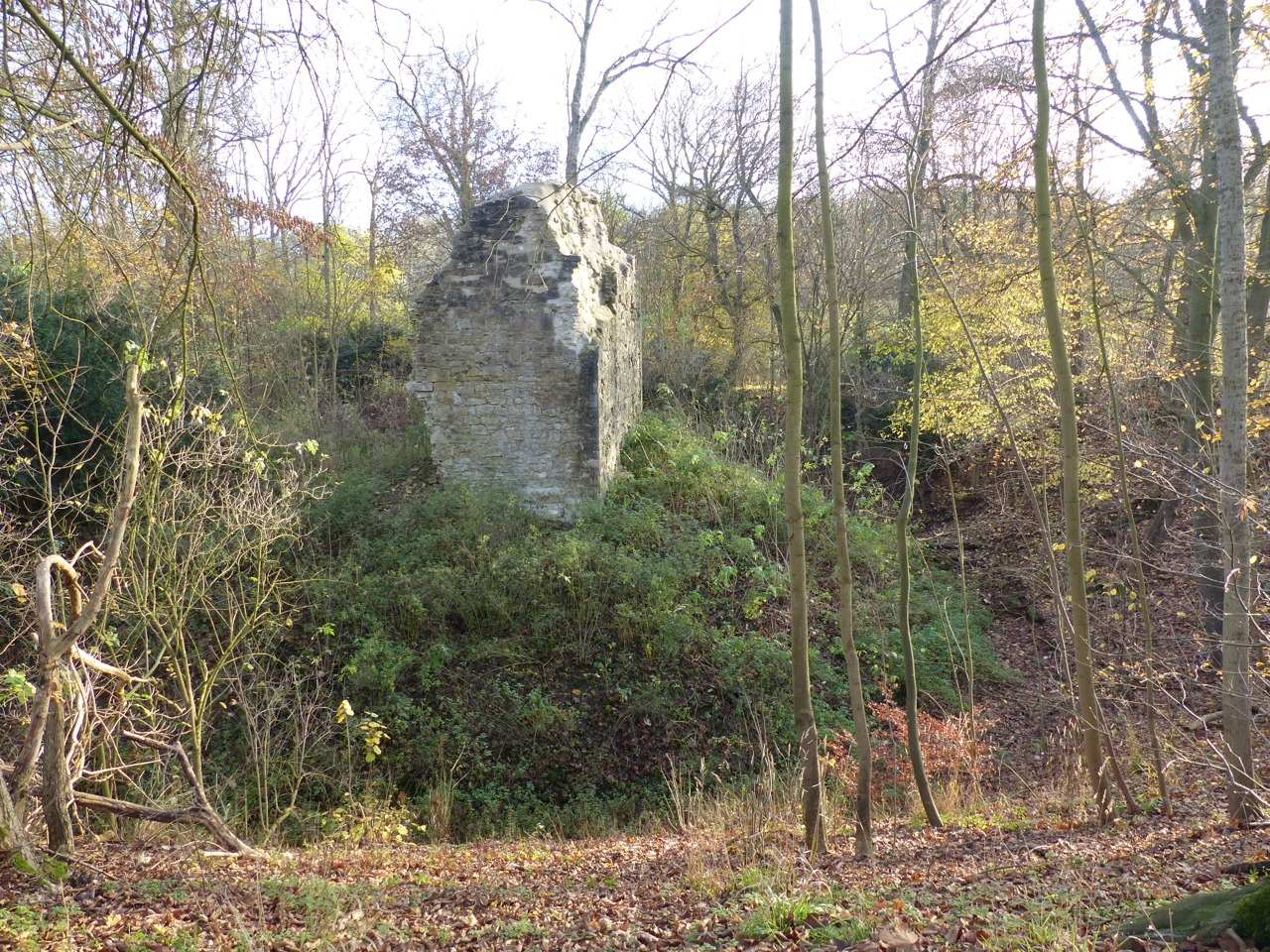
Ruine der Burg Langeleben

Im Mittelalter gab es zahlreiche Burgen im Elm, darunter
- die Höhenburg Warburg, deren Bodenreste in den 1960er-Jahren ausgegraben wurden;
- die Elmsburg, die zeitweise im Besitz des Deutschritterordens war und ebenfalls nur in Bodenresten erhalten ist;
- die Burg Langeleben, die im Dreißigjährigen Krieg zerstört wurde und heute Ruine ist;
- die Wasserburg des Deutschritterordens am großen Teich im Reitlingstal, später Vorwerk, von der keine Überreste geblieben sind; an ihrer Stelle befindet sich heute ein Weide- und Bauernhof.

Während der Elm heute, bis auf einzeln stehende Gebäude, nahezu unbesiedelt ist, gab es im Mittelalter mehrere Ansiedlungen. Das waren die Dörfer Groß Rode und Brunsleberfeld (heute Förstereien) sowie der Weiler Langeleben mit Burg.

## Schutzgebiete
Auf dem Elm liegen die gleichnamigen Landschaftsschutzgebiete Elm (CDDA-Nr. 320601; 1984 ausgewiesen; 53,747 km² groß), das sich von Norden bis Südosten erstreckt, und Elm (CDDA-Nr. 320600; 1995; 59,28 km²), das sich von Süden bis Nordwesten ausbreitet. Im Nordwesten befinden sich die Naturschutzgebiete Reitlingstal (CDDA-Nr. 165134; 1989; 12,6 ha) und Kalksteinbruch und Halbtrockenrasen am Eich-Berg bei Hemkenrode (CDDA-Nr. 82027; 1982; 10 ha) sowie das Fauna-Flora-Habitat-Gebiet Nordwestlicher Elm (FFH-Nr. 3730-303; 14,6 km²).

## Landnutzung und Vegetation

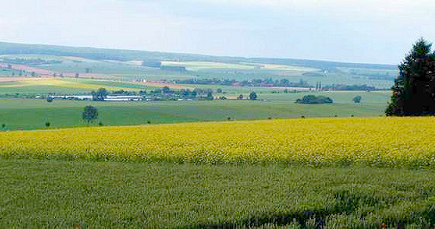
Blick auf die Südwestseite des Elms von Groß Vahlberg

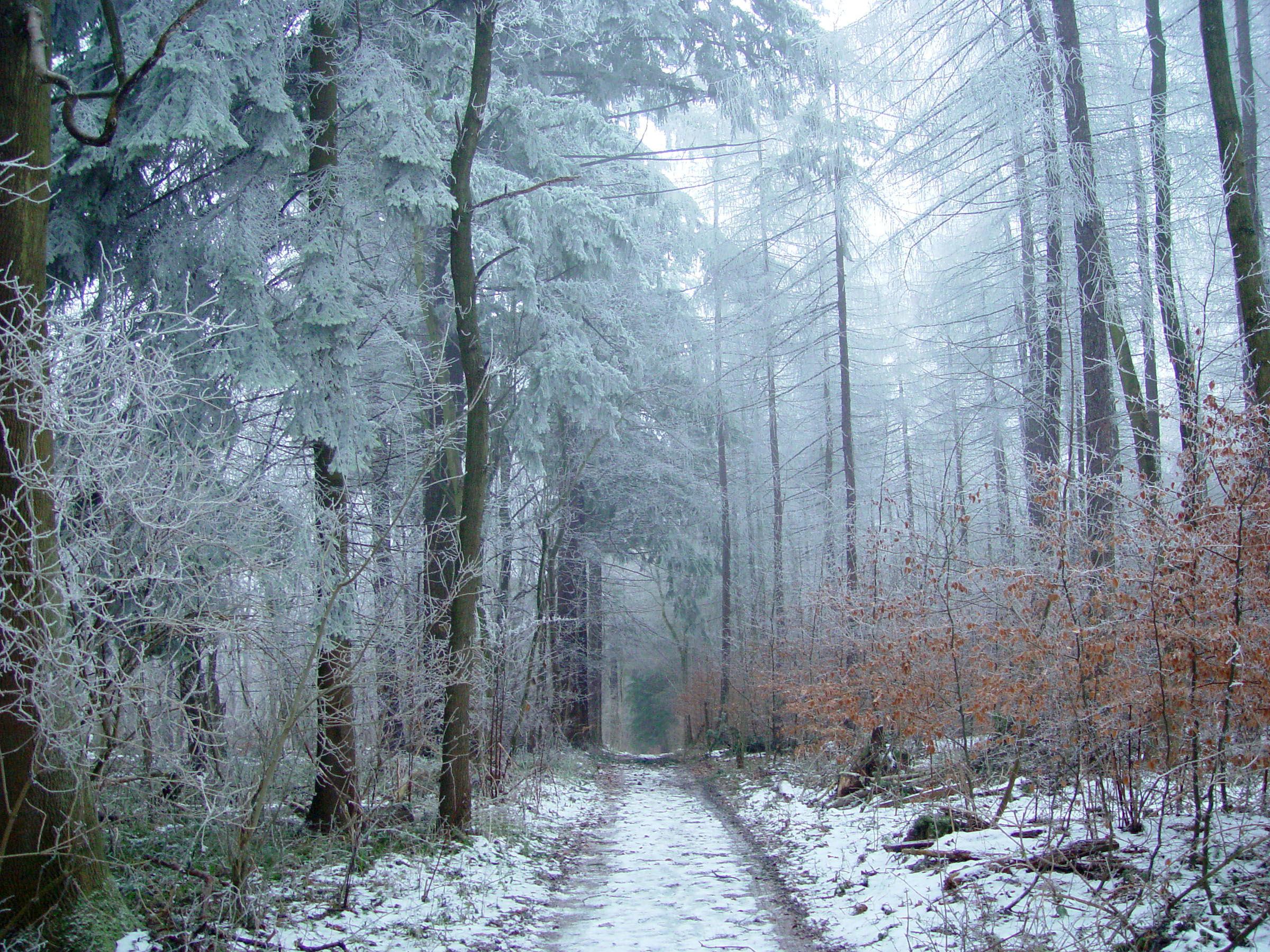
Winter im Hochwald des Elms

Der Elm wird zum überwiegenden Teil forstwirtschaftlich genutzt. Aufgrund seiner Bodenverhältnisse mit Löss über Kalkstein war der Elm immer mit Wald bedeckt. In seiner natürlichen Form war dies ein Laubmischwald. Wichtige Holzarten waren vor allem die Ulme, die dem Elm den Namen gegeben hat, die auf Kalkboden gut gedeihende Buche und die Eiche, deren Früchte bevorzugt in der Schweinemast eingesetzt wurden. Auf diesen ursprünglichen Wald weisen aus früherer Zeit überlieferte Flurnamen im Elm hin, wie Buchberg (Buche), Heinebuchen (Hainbuche), Lindental (Linde), Hasselwinkel (Hasel).
Heute ist im Norden des Elms Buchenwald als Hochwald weit verbreitet. Die Buchen dort sind bis zu 30 Meter hoch und rund 150 Jahre alt. Da die Stämme säulenartig aufragen und die laubtragenden Äste erst in etwa 15 Meter Höhe ansetzen, bekommt der Wald einen hallenartigen Charakter. Man spricht daher auch von einem „Buchenhallenwald“ oder einem „Walddom“, in Anlehnung an den Baustil gotischer Kirchen. Da die Bäume einen dichten Kronenschluss haben und kaum Licht durchfällt, gibt es in diesem Waldtyp fast kein Unterholz. Flächige Naturverjüngung mit Buchen tritt meistens erst mit Beginn der forstlichen Endnutzung auf. Hier werden in einem Zeitraum über teilweise mehrere Jahrzehnte schrittweise die hiebsreifen Buchen entnommen, und man ermöglicht so das Aufkommen von Buchenjungpflanzen.
Der Elm hat eine relativ große Bedeutung als Rohstoffquelle für die holzverarbeitende Industrie. Dabei liegt die Holzeinschlagsmenge pro Hektar über dem deutschen Durchschnitt und der Anteil an Nutzholz (ca. 80 Prozent) ist bei geringem Brenn- und Abfallholz hoch. Bereits 1874 rühmt der Dichter Wilhelm Raabe in seinem Werk Meister Autor oder Die Geschichten vom versunkenen Garten den Elm als Musterforst, der weit über die deutschen Grenzen bekannt sei.
Die Waldfläche des Elms umfasst heute über 8000 Hektar. Davon sind 50 % Staats- und 50 % Privatwald. Zuständig für die Bewirtschaftung ist das Niedersächsische Forstamt Wolfenbüttel. 32 % des Elms sind als Waldschutzgebiet ausgewiesen. Als Waldstandort hat der Elm auf der Skala von 1 bis 6 mit einer 5 eine sehr gute Note.

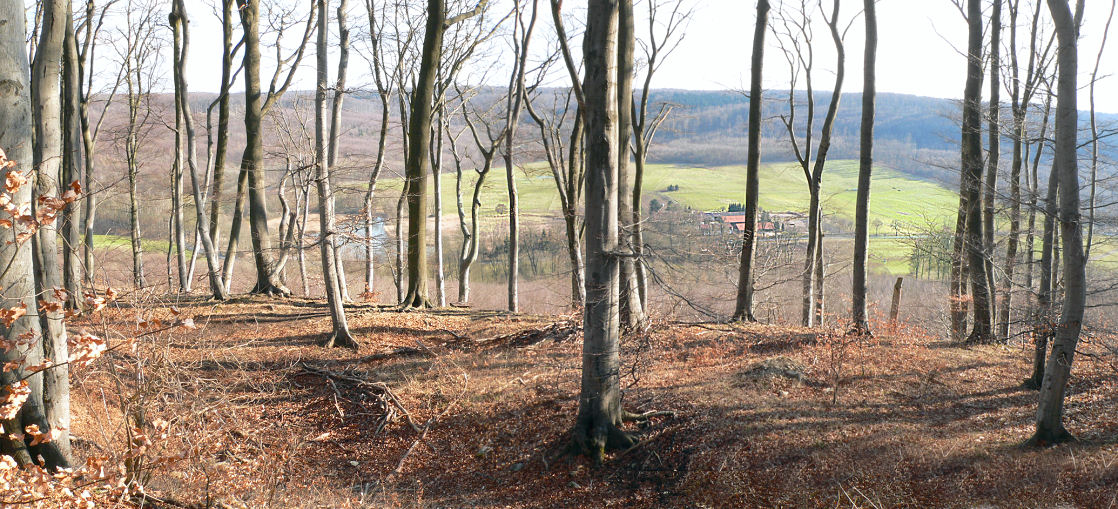
Blick durch den Buchen-Hochwald auf das Reitlingstal

Erklärtes Ziel der Landesforstverwaltung ist es, den Anteil abwechslungsreicher Laub- und Mischwälder, den Anteil alter Bäume und Baumgruppen sowie toter Bäume, in denen viele seltene Tiere und Pflanzenarten leben, zu vermehren. Dieses Ziel ist auf großen Teilen der Landesforstflächen im Elm bereits umgesetzt worden. Die Forstverwaltung möchte speziell mehr Eschen, Ahorn, Kirschen und Eichen, also mehr einheimische Hölzer, im Elm anpflanzen. Nadelhölzer sollen zurückgedrängt werden. Der Elm als größtes zusammenhängendes Buchenwaldgebiet in Norddeutschland (nördlich des Hessischen Berglandes) bleibt aber erhalten – der Anteil der Buchen wird sogar leicht zunehmen. Hauptsächlich ist die Rotbuche vertreten. Über das vom Forstamt erarbeitete Konzept hinaus haben Fachleute des Niedersächsischen Forstplanungsamtes auch eine Biotopkartierung vorgenommen. Diese dient als Ratgeber für die Erhaltung wertvoller Lebensräume für Tiere und Pflanzen.

### Geschichte der Landnutzung

#### Forstwirtschaft
Bis etwa zum 10. Jahrhundert war der Elm ein königseigener Forstbezirk. Danach wurde der Wald des Höhenzuges von den rund 70 umliegenden Dörfern landwirtschaftlich genutzt. Jedes Dorf hatte mit seinen Waldbesitzern, den Markgenossen, seinen eigenen Anteil am Elm. Bei jährlichen Holzgerichten wurde unter Vorsitz eines gewählten Holzgrafen über die Waldnutzung, wie Einsetzen von Förstern, Strafen für Holzdiebstahl (Holzfrevel) beraten.
1530 wurde die erste Forstordnung für den Elm erlassen. Seitdem wird er planmäßig bewirtschaftet. Seit dem 17./18. Jahrhundert wird die Buche stark gefördert, so dass der Elm heute als „Norddeutschlands schönster Buchenwald“ gilt. Als erste Nadelhölzer wurden 1726 Fichten, 1763 die ersten Lärchen im Warberger Forst gepflanzt. Sie entwickeln sich sehr günstig, und es gibt 40 bis 50 m hohe Exemplare.

#### Jagd
Zu allen Zeiten hat der Elm als Jagdgebiet eine große Rolle gespielt. An den reichen Wildbestand erinnern noch zahlreiche Ortsbezeichnungen, wie Bärensohl, Wolfskuhlen, Saukuhle und Herzberg (Hirschberg). Die Jagd im Elm war ursprünglich nur dem deutschen König vorbehalten. Im Jahre 997 verlieh aber Kaiser Otto III. den Wildbann an den Bischof Arnulf von Halberstadt.

#### Tiermast
Seit dem Mittelalter wurden in den Elm jedes Jahr von Oktober bis Dezember Schweine zur Mast mit Eicheln und Bucheckern getrieben. Laut den Aufzeichnungen aus einem guten Mastjahr (1687) hielten sich bis zu 4000 Tiere in den Elmwäldern auf. Aber auch Rinder, Pferde und Schafe nutzten die Waldweide. Auf die Mastorte weisen noch heute die Forstbezeichnungen Kuhspringtal, Bockslager, Ziegenberg hin. Die Triftwege, auf denen das Vieh in den Elm getrieben wurde, beispielsweise die Evesser und Küblinger Trift, sind heute noch als breite Graswege zu erkennen.

#### Werksteinabbau
Die Steinbrüche im Elm dienten in früheren Jahrhunderten der Gewinnung des Elmkalksteins, der für Bauzwecke verwendet wurde. Aus dem Kalkstein wurden nicht nur die Kirchen, Burgen und Schlösser rings um den Elm errichtet, wie der Kaiserdom Königslutter, sondern er wurde auch bei weiter entfernteren Bauten verwendet, wie in Braunschweig für das Altstadt-Rathaus und die Prunkfassade des Gewandhauses. Steinmetzarbeiten aus dem Elm wurden bereits 1404 nach Bremen zur Errichtung des Bremer Rolands transportiert.

## Tourismus

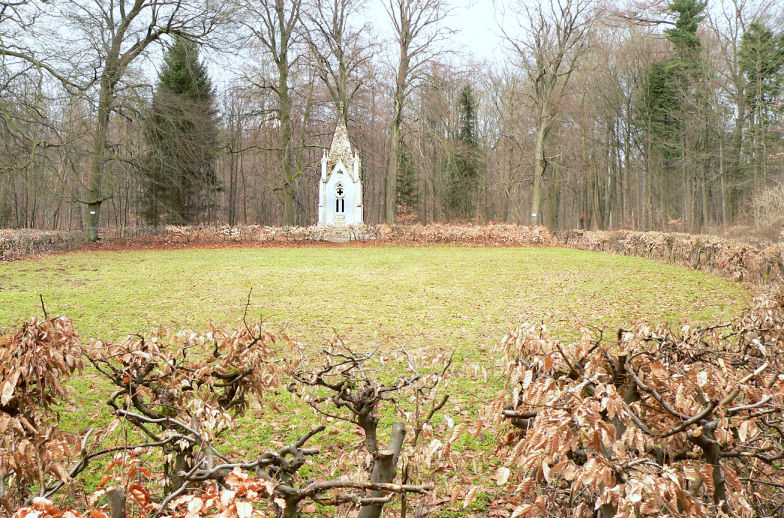
Rasenrondell mit Denkmal für den Tetzelstein – nicht der Stein selbst

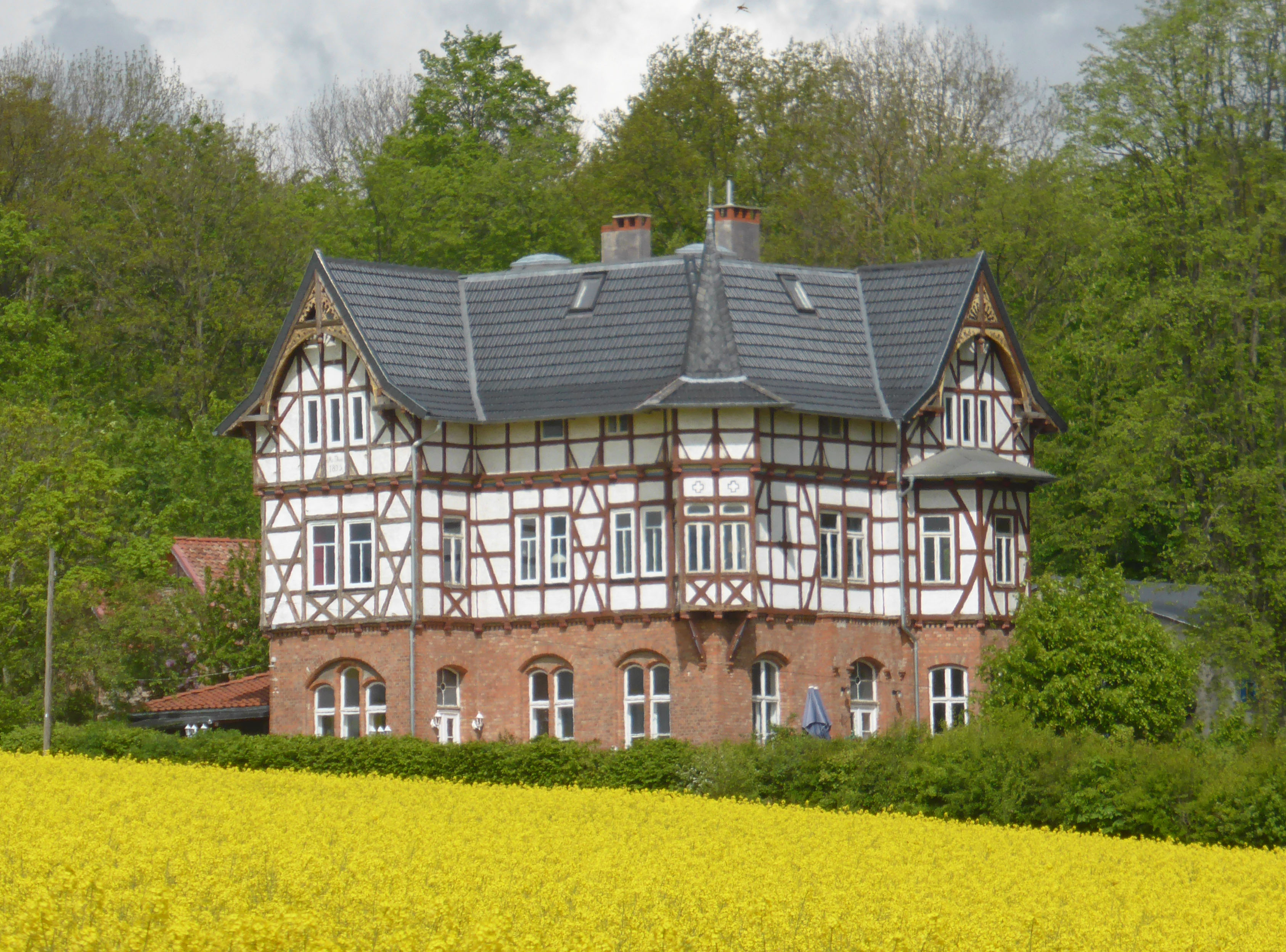
Elmhaus bei Schöningen von 1895

Touristisch genutzt wird der Elm vorwiegend als Erholungs- und Wandergebiet. Bis zur Wende 1989 nutzen ihn vor allem Besucher aus West-Berlin aufgrund seiner Nähe zur innerdeutschen Grenze für Wochenendausflüge. In Langeleben gab es mehrere Erholungsheime für Jugendliche, die heute Altenheime sind. Seit 2011 wird jährlich der Elm Super Trail veranstaltet, der als Ultramarathonlauf von der Burg Warberg um den Elm und durch das Reitlingstal führt.
Seit Ende des 19. Jahrhunderts entstanden im Elm zahlreiche Waldgaststätten:
- Reitlingsgaststätte im Reitlingstal
- Waldgaststätte und Denkmal am Tetzelstein, an der L 290 zwischen Königslutter und Schöppenstedt
- Elmhaus oberhalb von Schöningen
- Waldfrieden oberhalb von Esbeck
- Lutterspring an der Lutterquelle bei Königslutter
- Watzumer Häuschen (ehemaliges Forsthaus) oberhalb von Eitzum
- Zur Schunterquelle am Elmrad, zu Räbke
- Diana Ruh am Elmrand, zu Bornum am Elm
- Elmwarte bei Erkerode

## Elm-Bergturnfest
Mit dem Elm-Bergturnfest findet alljährlich im Sommer am Tetzelstein zwischen Schöppenstedt und Königslutter das zweitälteste deutsche Bergturnfest statt. Seine Geschichte reicht bis ins Jahr 1866 zurück.